# Valencia (provins)
 For alternative betydninger, se Valencia (flertydig). (Se også artikler, som begynder med Valencia)
Valencia er en provins i den østlige del af Spanien, centralt i den autonome region Valencia. Den grænser til provinserne Alicante, Albacete, Cuenca, Teruel, Castellón og til Middelhavet. Provinsen dækker et område på 10.763 km².
En del af provinsen, amtet Rincón de Ademuz, ligger som en eksklave mellem provinserne Cuenca og Teruel.
Provinsen har omkring 2,5 millioner indbyggere, og en tredjedel bor i provinshovedstaden Valencia, som også er regionshovedstad. Der er 265 kommuner i provinsen.